# Alex Tanney
Alex Tanney (Lexington, 11 novembre 1987) è un ex giocatore di football americano statunitense che ha militato nel ruolo di quarterback per i New York Giants della National Football League (NFL). Dopo non essere stato scelto nel corso del Draft NFL 2012, firmò in qualità di free agent coi Kansas City Chiefs. All'università ha giocato a football al Monmouth College.

## Carriera universitaria
Tanney fu nominato Pre-Season All-American nella stagione 2009 e miglior giocatore offensivo della Midwest Conference nel 2008. Dopo soli due anni al Monmouth College, Tanney aveva già battuto quasi tutti i record scolastici nei passaggi, tra cui passaggi completi (560) e partite da oltre 300 yard passate (14). Con due anni rimanenti, si trovava a soli 9 passaggi da touchdown dal record assoluto per un giocatore della NCAA.
Tanney nel 2009 fu premiato col Trofeo Melberger, assegnato annualmente al miglior giocatore della Division III. Inoltre, per il secondo consecutivo, vinse il premio di giocatore dell'anno della Midwest Conference, guidando gli Scots ai playoff col maggior numero di yard passate nella nazione (3.856) oltre a 44 passaggi da touchdown e uno segnato su corsa.
Alex saltò l'intera stagione 2010-11 a causa di un infortunio alla spalla destra nella gara di debutto stagionale della Midwest Conference contro il Grinnell College, la millesima gara della storia dell'istituto.
Nel 2011, un video in cui Tanney si esibiva in trucchetti e giochi di abilità col pallone, in cui il giocatore metteva in mostra il suo talento, divenne virale. Nel luglio 2011, un episodio della serie “Stan Lee's Superhumans” di History Channel fu basato proprio su Tanney e sulle sue abilità di "precisione".
Il 29 ottobre 2011, in una gara contro la Carroll University, Tanney stabilì il record NCAA per il maggior numero di passaggi da touchdown in carriera con 150, superando i 148 di Jimmy Terwilliger. Terminò la sua carriera universitaria con 157 passaggi da touchdown.

## Carriera professionistica

### Kansas City Chiefs
Dopo non essere stato selezionato nel Draft 2012, Alex ricevette degli inviti per partecipare ai mini-camp riservati ai rookie dai Pittsburgh Steelers e i Buffalo Bills. Alla fine, il giocatore firmò coi Kansas City Chiefs il 5 giugno 2012. Fece il suo debutto il 30 agosto 2012 nell'ultima gara di pre-stagione ai Green Bay Packers. Tanney subì un sack durante il suo primo snap, ma poi lanciò un passaggio da 39 yard, annullato tuttavia per una trattenuta. Il giorno successivo fu inserito in lista infortunati per tutta la stagione a causa di un infortunio a un dito. Il 2 maggio 2013 fu svincolato.

### Dallas Cowboys
Il 21 luglio 2013, Tanney annunciò tramite il proprio account di Twitter di aver firmato coi Dallas Cowboys, indossando il numero 7. Il 1º settembre fu spostato nella squadra di allenamento.

### Cleveland Browns
Il 26 novembre 2013, il giocatore passò ai Cleveland Browns, alla ricerca di un nuovo quarterback dopo l'infortunio di Jason Campbell.

### Tampa Bay Buccaneers
Tanney firmò coi Tampa Bay Buccaneers il 20 maggio 2014, venendo svincolato il 24 agosto.

### Tennessee Titans
Il 16 dicembre 2014, Tanney firmò con la squadra di allenamento dei Tennessee Titans dopo l'infortunio di Jake Locker nella gara della settimana precedente. Debuttò come professionista nell'ultimo turno della stagione 2015 subentrando a Zach Mettenberger contro gli Indianapolis Colts, completando 10 passaggi su 14 per 99 yard e il primo passaggio da touchdown in carriera per Dorial Green-Beckham.

## Statistiche
| Partite totali      | 1     |
| Partite da titolare | 0     |
| Yard passate        | 99    |
| Touchdown           | 1     |
| Intercetti          | 0     |
| Passer rating       | 114,9 |

Statistiche aggiornate alla stagione 2015